# Neotangia coronata
Neotangia coronata är en insektsart som beskrevs av Ronald Gordon Fennah 1945. Neotangia coronata ingår i släktet Neotangia och familjen Tropiduchidae. Inga underarter finns listade i Catalogue of Life.